# William Aikman
William Aikman est un peintre écossais portraitiste né en 1682 et mort en 1731.

## Biographie
William Aikman est le fils et héritier d'un grand propriétaire terrien de la région écossaise de l'Angus. Il consacre la fortune familiale à se former dans l'art de la peinture, passe plusieurs années d'apprentissage à Londres et en Italie avant de revenir à Édimbourg. Il devient rapidement le portraitiste le plus connu d'Écosse.

## Œuvres

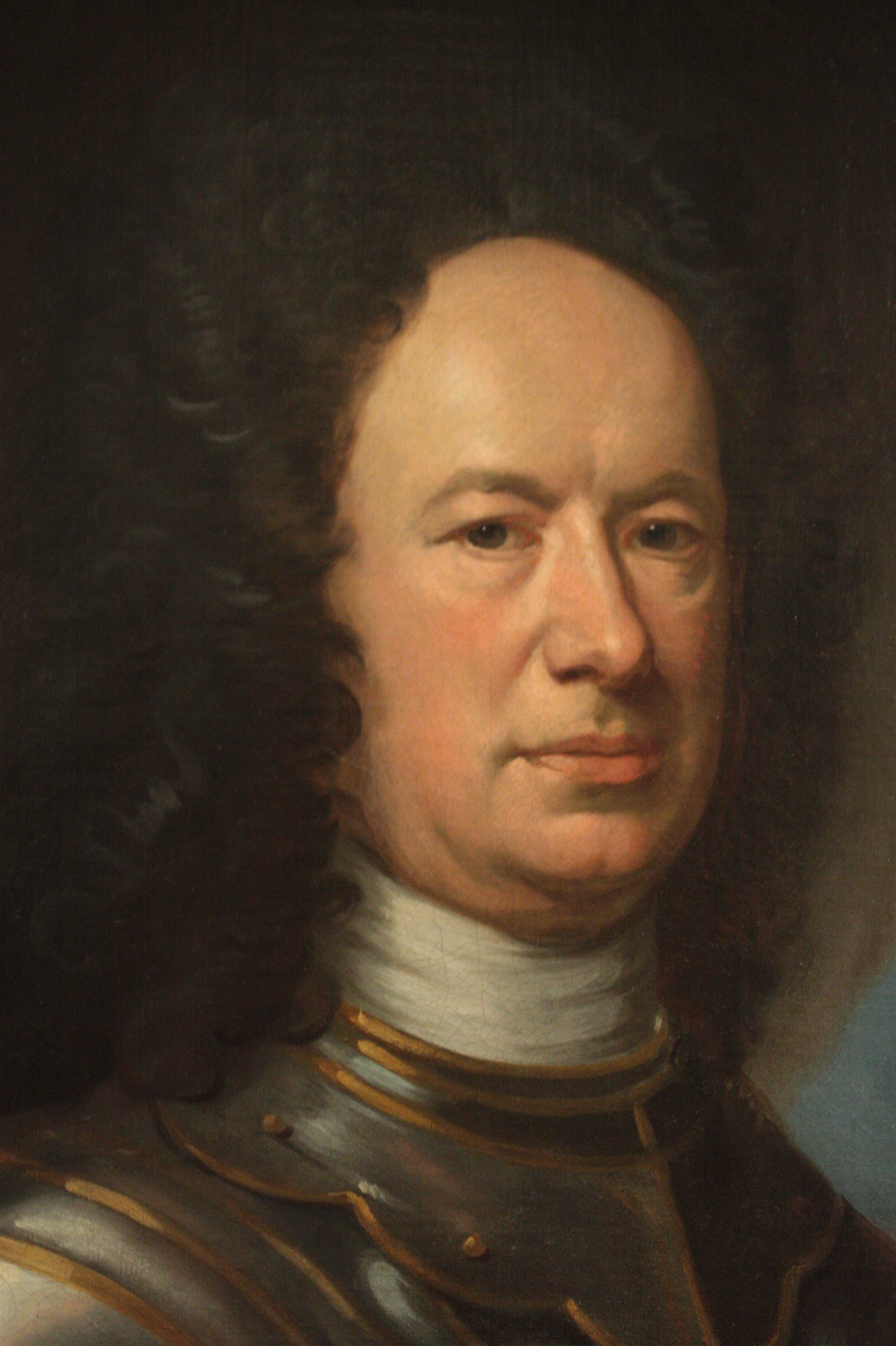
Portrait du colonel Alexander Campbell, 1715
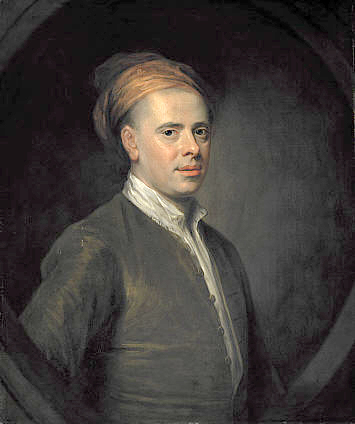
Portrait du poète Allan Ramsay, 1722